# إم بي سي مصر
إم بي سي مصر (بالإنجليزية: MBC Masr) هي إحدى قنوات مجموعة إم بي سي، انطلقت في 9 نوفمبر 2012. وهي قناة متخصصة في عرض البرامج المصرية والفن والدراما والأفلام المصرية ، تتخصص أيضًا في عرض بعض البرامج النسائية والاجتماعية وحتى السياسية.
خلال فترة وجيزة، نجحت MBC مصر في الوصول إلى قمة القنوات المصرية من حيث عدد المشاهدة، وذلك بعد تولي الإعلامي / محمد عبد المتعال قيادتها في 2013 والذي قام بوضع مروحة برامجية تتضمن نخبة من الإنتاجات الدرامية والسينمائية العربية، إلى جانب أشهر برامج المواهب العالمية بصيَغتها العربية على غرار "Arab Idol" و"Arabs Got Talent" و"the Voice. ، إضافة إلى بثها المزدوج لبرامج المواهب في نسختها العربية التي تقوم إم بي سي بإنتاجها.

## الانطلاق
تأسست القناة في 17 أكتوبر 2012، وانطلقت رسميا في 9 نوفمبر 2012 كحركة توسعية لمجموعة إم بي سي داخل مصر، خصوصا بعد الأحداث التي شهدتها مصر، مما أدى إلى ضعف المنتوج الإعلامي على القنوات المصرية.

## البرامج

### برامج المواهب
تقوم إم بي سي بإنتاج برامج المواهب الأجنبية في نسخ عربية وتعرض على إم بي سي مصر إزدواجا مع إم بي سي 1 وإم بي سي 4، وهي البرامج التالية:

#### أراب آيدول
هو النسخة العربية من برنامج المسابقات الغنائي العالمي Pop Idol الذي اخترعه سيمون فولر وطورته شركة فريمانتل البريطانية. يُعرض على إم بي سي مصر وإم بي سي 1.

#### ذا فويس
هو النسخة العربية من برنامج المسابقات الغنائي الهولندي العالمي The Voice الذي اخترعه جون دي مول وروئيل فان فيلزن عام 2010 وطورته شركة سوني العالمية وتالبا، يُعرض على إم بي سي مصر وإم بي سي 1.

#### ذا فويس كيدز
هو النسخة المخصصة للأطفال من برنامج ذا فويس، عُرِض موسمه الأول بداية من 2 يناير 2016، يخص الفئة العمرية التي تتراوح بين 7 و14 سنة، يُعرض على إم بي سي مصر وإم بي سي 1 وإم بي سي 3.

#### أرابز غوت تالنت
برنامج ترفيهي من نوع تلفزيون الواقع يسلط الضوء على البحث عن المواهب الفردية والجماعية الموجودة لدى العرب. البرنامج هو النسخة العربية من البرنامج البريطاني المواهب البريطانية الذي عرض للمرة الأولى في الولايات المتحدة الأمريكية عام 2009، يُعرض على إم بي سي مصر وإم بي سي 4.

#### ذا إكس فاكتور
هو النسخة العربية من برنامج المسابقات الغنائي البريطاني العالمي The X Factor الذي إبتكره سايمون كاول عام 2004 وطورته شركتا فريمانتل العالمية وسيكو إنترتيمنت، يُعرض على إم بي سي مصر وإم بي سي 4.

### برامج المسرح

#### فرقة المسرحية
بدأت قناة إم بي سي مصر في عرض المسرحية في 2 مايو 2014، وهو عبارة عن نوع جديد من المسرحيات يسمى مسرح التليفزيون، وقد بدأه الفنان السيد بدير في الستينيات عندما أنشأ فرق التليفزيون المسرحية، وقد تخصصت فرقة MBC مصر في عروض الكباريه السياسي مع إضافة لقآت حية مع المشاهدين.

#### مسرح مصر
عبارة عن نوع جديد من المسرحيات على شكل حلقات أنشأها الفنان أشرف عبد الباقي، بحيث تكون كل حلقة باسم ومضمون مختلف في إطار كوميدي ترفيهي ساخر، عرض لأول مرة في 14 يناير 2014، وقد قامت إم بي سي مصر بشراء حقوق عرضه ابتداءا من الموسم الثالث.

#### وش السعد
نوع من المسرح الحديث، يقدمه الفنان محمد سعد في شخصيته الشهيرة بوحه، ويستظيف في كل حلقة فنان مصري أو أكثر، في كل حلقة مضمون مختلف، ويتم استعمال مؤثرات بصرية وصوتية متطورة أثناء العرض.

### برامج المسابقات

#### إسأل العرب
برنامج مسابقات أُطلق في بداية عام 2016، تُقدمه مايا دياب، يقوم على فكرة تطبيق يتم تحميله من متجر جوجل بلاي ومتجر آب ستور وتُحدد الإجابات الصحيحة حسب تفاعل عرب مع كل سؤال، يُعرض مباشرة على إم بي سي 1 وإم بي سي مصر 2، ويُعاد على إم بي سي مصر.

#### قوي قلبك
برنامج مسابقات ترفيهي يشارك فيه عدة دول بينهم مصر ومجموعة من الفرق من دول عالمية مختلفة في مجموعة من الألعاب الخطيرة والمسلية، تقدم كوليس البرنامج الفنانة داليا البحيري، ويعرض حصريا على إم بي سي مصر.

#### كاش أور سبلاش
كاش أور سبلاش أو Cash Or Splash برنامج مسابقات يُعرض حصريا على إم بي سي مصر من تقديم الفنانة نجلاء بدر، وتقوم فكرة البرنامج حول استضافة فنانون مصريون يتنافسون في مسابقة أسئلة، كل إجابة خاطئة تؤدي إلى صعوبة المهمة في الأدوار القادمة.

#### مسابقة الحلم
هي مسابقة سنوية مُقدمة من طرف برنامج صدى الملاعب، وتقدم المسابقة جوائز مالية ومادية للفوز عن طريق بعث رسالة نصية قصيرة، يُعرض برومو المسابقة على جميع قنوات إم بي سي بما فيها إم بي سي مصر.

### برامج الفن

#### YES I'M FAMOUS
برنامج حواري يستضيف في كل أسبوع واحد من مشاهير الفن سواء المصريين أو العالميين. ضيوف البرنامج هم:

#### ET بالعربي
هو النسخة العربية للبرنامج الترفيهي العالمي ET من تقديم بدر آل زيدان، مريم سعيد، ناردين فرج، ألين وطفة وباسل الزارو. ويعرض من الأحد إلى الخميس، فيما تعرض حلقة (بيست أوف) في 90 دقيقة كل سبت ويقدم البرنامج مجموعة من الفقرات الإخبارية الفنية والترفيهية، من خلال تغطية الصناعة الترفيهية ومتابعة مستمرة لأخبار المشاهير والأفلام السينمائية، والإنتاجات التلفزيونية والموسيقية وعالم الأزياء والجوائز وتغطية المهرجانات والمناسبات الخاصة.

#### شط بحر الهوى
هو برنامج من نوع تلفزيون الواقع. تم بثه على 4 مواسم منذ عام 2011. يعرض يوميات وأحداث مجموعة من المشاهير العرب، وهم في رحلة بحرية وعلى طبيعتهم. تشمل كل حلقة مجموعة من النجوم تسافر وتتعايش، وتنخرط في مغامرات ومواقف واقعية، لا تخلو من المرح، النكد، الدراما، المفاجئات، والمصاعب التي أسفرت في بعض الأحيان عن عواقب وخيمة استدعت زيارة بعضهم غرفة الطوارئ، إضافة إلى جلسات وحفلات غنائية. ويصحب بعضهم أفراداً من عائلته. وتضم الرحلة أفراداً من الجاليات العربية للمشاركة والاستمتاع معهم.

#### ليلة سمر
برنامج حواري يستضيف في كل أسبوع ثلة من الفنانين العرب في سهرة فنية حوارية.

### برامج إخبارية
الحكاية
برنامج حواري توك شو talkshow يعرض لمدة أربعة أيام أسبوعياً يقدمه الإعلامي عمرو أديب؛ انطلق البرنامج عام 2018 ويعرض حالياً الموسم الرابع 

#### يحدث في مصر
برنامج إخباري يُقدمه الإعلامي شريف عامر، ويُقدم موجز لأهم الأخبار الوطنية المصرية والدولية وعرض في عامي 2017 و 2018 ثم استأنف البرنامج عام 2020.
الجمعة في مصر
برنامج أسبوعي تقدمة الدكتورة ياسمين السعيد يسلط الضوء على أهم الأحداث التي وقعت خلال الأسبوع ويحللها 

#### كلام الناس
برنامج حواري تقدمه ياسمين عز.

#### نواب مصر
برنامج إخباري وهو بمثابة تغطية لجلسات البرلمان المصري.

### برامج دينية

#### اللهم تقبل
برنامج ديني يقوم أساسا بالإجابة على استفسارات المشاهدين الدينية، إضافة إلى تقديم موضوع يتعلق بالجانب الديني في كل حلقة.

### برامج الطبخ

#### الشيف حسن
برنامج أسبوعي يقدمه الشيف حسن وسمي البرنامج بإسمه، يعرض في كل حلقة ثلة من الأكلات المصرية مع الإجابة على أسئلة المشاهدين في كل ما يخص الطبخ.

### برامج ترفيهية

#### شكشك شو
«شكشك شو» برنامج كوميدي للفنان مصطفى خاطر تعرض حلقاته بشكل أسبوعي بدءًا من 4 مارس 2017، تعتمد فكرته على شخصية رئيسية وهي عم شكشك الذي يسكن في إحدى المناطق الشعبية العتيقة المزدحمة، والأحداث أيضا، يقدم في البرنامج 5 فقرات ويستضيف العديد من النجوم.

#### أسعد الله مساءكم
من تقديم أكرم حسني وهو برنامج ساخر يعبر عن المميزات الايجابية والسلبية في الشعب المصري بطريقة ساخرة كوميدية كما يستظيف العديد من النجوم.

#### شوك توك
يعد برنامج شوك توك من أهم البرامج الكوميدية التي تعبر عن رؤية كوميدية مختلفة وجديدة يعرض البرنامج بعض الأحداث في مصر في مختلف المجالات ولكن بنظرة كوميدية وساخرة تختلف عن كل برامج التوك شو في الوطن العربي كما يناقش البرنامج في استكشافات كوميدية لشخصيات من مختلف مجالات الإعلام بصفة عامة مع الوضع القائم في المنطقة العربية

### برامج سابقة

#### البرنامج
كان من أهم برامج القناة الذي قدمه باسم يوسف لكنه توقف بسبب الضغوطات التي تعرض لها البرنامج.، وهو برنامج أسبوعي ساخر عُرِض على شاشة إم بي سي مصر في موسمه الرابع بعد ثلاث مواسم أولها كان على يوتيوب، ثم انتقل إلى قناة أون تي في في موسمه الثاني، ثم على شاشة سي بي سي في الموسم الثالث.